# Gemfibrozil
Gemfibrozil används för att behandla höga blodfetter. För höga halter av skadliga blodfetter medverkar till sjukdomar i hjärta och kärl. Man använder medicinen när det inte har räckt med att förändra sin livsstil, till exempel genom att äta särskild mat och att motionera, för att minska mängden skadliga blodfetter. Man brukar få medicinen främst när andra läkemedel mot höga blodfetter inte har haft tillräcklig effekt.
Medicinen tillhör en grupp läkemedel som kallas fibrater.